# Elvira Rodríguez Leonardi de Rosales
Elvira Ernestina Rodríguez Leonardi de Rosales fue una docente y política argentina, miembro del Partido Peronista Femenino, que se desempeñó como senadora nacional por la provincia de Córdoba entre 1952 y 1954. Formó parte del primer grupo de senadoras que ingresó al Congreso de la Nación Argentina, con la aplicación de la Ley 13.010 de sufragio femenino.

## Biografía
Se desempeñaba como maestra normal nacional en Córdoba. Pertenecía a la Unión Cívica Radical, integrando luego el Partido Peronista Femenino (PPF).
En las elecciones de 1951 fue elegida senadora nacional por la provincia de Córdoba, encabezando la lista peronista. Asumió en abril de 1952, con mandato hasta 1955. Allí integró la comisión de Asuntos Constitucionales y fue secretaria de la comisión de Presupuesto y Hacienda.
Católica, se opuso a la ley de divorcio vincular. Renunció a su banca en diciembre de 1954, siendo reemplazada por José Miguel Urrutia. Tras ello, fue expulsada del PPF por falta de «disciplina partidaria» y dejada cesante en su puesto de docente, del cual tenía licencia desde 1952.